# Halkett Bay Marine Provincial Park
Der Halkett Bay Marine Provincial Park ist ein rund 448 Hektar (ha) großer Provincial Park in der kanadischen Provinz British Columbia. Der Park liegt auf Gambier Island im Howe Sound.
Der Park bzw. ein Teil seiner Fläche ist Bestandteil des im September 2021 neu eingerichteten Biosphärenreservats Atl'ka7tsme/Howe Sound, eines UNESCO-Biosphärenreservats.

## Anlage
Der Park liegt nordöstlich von Gibsons im Sunshine Coast Regional District, an der Südostspitze von Gambier Island. Von den 448 ha Schutzgebietsfläche entfallen 293 ha auf Landfläche sowie 155 ha auf Wasserfläche und Gezeitenstrand. Sie umschließt dabei die namensgebende „Halkett Bay“ sowie ein dort liegendes Privatgelände.

## Flora und Fauna
In British Columbia wird das Ökosystem mit dem Biogeoclimatic Ecological Classification (BEC) Zoning System in verschiedene biogeoklimatische Zonen eingeteilt. Biogeoklimatische Zonen zeichnen sich durch ein grundsätzlich identisches oder sehr ähnliches Klima sowie gleiche oder sehr ähnliche biologische und geologische Voraussetzungen aus. Daraus resultiert in den jeweiligen Zonen dann auch ein sehr ähnlicher Bestand an Pflanzen und Tieren. Innerhalb des Ökosystems von British Columbia wird das Parkgebiet der Coastal Western Hemlock Zone zugeordnet.
Entsprechend der Biogeoklimatischen Zone finden sich hier Westamerikanische Hemlocktannen, Riesen-Lebensbäume, Gewöhnliche Douglasien, Rot-Erlen und Großblättriger Ahorn mit einem Unterwuchs aus Westamerikanischem Schwertfarn, Pracht-Himbeeren, Roten Heidelbeeren und Shallon-Scheinbeeren.

## Geschichte
Der Park wurde am 16. Juni 1988 unter dem Namen „Halkett Bay Provincial Park“ eingerichtet und erhielt erst am 22. August desselben Jahres die Ergänzung „Marine“. Mit dem Gesetz aus dem Jahr 2000 wurde seine Größe auf 309 ha festgelegt, bevor nach einer Gesetzesänderung und einer damit verbundenen veränderten Grenzziehung im Jahr 2016 die aktuelle Größe von 448 ha erreicht wurde.
Es handelt sich bei dem Park um ein Schutzgebiet der Kategorie II (Nationalpark).
Wie bei allen Provinzparks in British Columbia gilt auch für diesen, dass er, lange bevor die Gegend von europäischen Einwanderern besiedelt oder sie Teil eines Parks wurde, Jagd- und Siedlungsgebiet verschiedener Stämme der First Nations, hier hauptsächlich der Squamish, war. Aus diesem Abschnitt der Geschichte konnten im Parkgebiet zwei shell middens (Muschelhaufen) nachgewiesen werden.

## Tourismus
Der Park verfügt über keine baulich-touristische Infrastruktur. Und es gibt keine Anbindung an das öffentliche Straßennetz.